# Kvarteret Tellus
Kvarteret Tellus är ett av centrala Ljungbys äldsta kvarter och ett av dem som överlevde centrumbranden 1953. Kvarteret omges av Smedjegatan i norr, Kungsgatan i öst, Stationsgatan i syd, och Föreningsgatan i väst. I väst ligger även Stora Torg, och tvärs däröver finns kvarteret Minerva med Terrazahuset.

## Tellushuset
Tellushuset är en tre våningar hög bostads- och butiksbyggnad i det syd-västra hörnet utmed Storgatan och Föreningsgatan, men som även möter Stationsgatan från sydväst, och är en av de få kvarvarande byggnaderna från Ljungbys köpingstid. Det stod färdigt 1906 efter att den förra träbyggnaden med läderhandlare Peter Adam Johansson skofabrik brunnit ner 1904. Johansson var byggherre till det nya huset och byggmästare var hans svärfar Johannes Andersson. Huset är byggt i murtegel från ett av Ljungbys tegelbruk, klädd i gulrosa puts med en bas och dekorationer i brunrött murtegel, det pryds av ett grönärgat koppartak med lökkupol och tillika ärggröna fönster.
Tellushuset ritades av arkitekten Aron Johansson, uppvuxen i Ryssby utanför Ljungby, som även ritade Riksdagshuset och dåvarande Riksbankshuset på Helgeandsholmen. Det är även troligt att Aron Johansson ritade Tellushusets en våning kortare tvillingsyster, Fogelbergska huset, som stod färdigt 1910 och låg diagonalt över Stora Torg i kvarteret Månen. Enligt konstnären och tidigare rektor på Kungliga Konstakademien och Konsthögskolan, Sven Ljungberg, bidrog Tellushuset och Fogelbergska till intrycket av att befinna sig i en rysk stad, särskilt vintertid.
Sen våren 2017 finns Tellushuset bland TV3:s identitetsbilder som visas i samband med TV-reklamavbrott.

### Rivningsbeslutet efter centrumbranden
Både Tellushuset och systern Fogelbergska överlevde centrumbranden 1953, men de skulle båda rivas för att ge plats åt den nya moderna storstadsliknande stadskärnan som växte fram ur askan. Kvarteret Månen med Fogelbergska revs redan 1963 och gav plats åt affärskomplexet EPA. Därefter var det kvarteret Tellus och Tellushusets tur. Kvarteret var sålt till Kooperativa Förbundet som skulle bygga ett Domus-varuhus med tillhörande parkeringsplats. Dock hade några av beräkningarna blivit fel då det visade sig att kvarteret inte var stort nog för både varuhus och parkering, därmed återköptes kvarteret av Ljungby kommun och Domus byggdes istället på kvarteret Violen.

### Räddningen
Innan den kommande rivningen var Tellushuset näst intill fallfärdigt med nerfallen puts och omodern illa omhändertagen interiör, byggnaden bar namnet "Tegelladan" i folkmun. Ljungby kommun ansåg att kvarteret med Tellushuset borde rivas och ge plats åt nya modernare byggnader. Tellushusets räddning kom 1978 då Louise Andersson som fått upp Öhrn för huset försökte övertala sin make att köpa Tellushuset. Hennes make, "Truck-Rune" Andersson, hade nyligen sålt sin andel av Ljungbytruck till Kalmar Verkstad, och skulle senare grunda Ljungby Maskin. Rune var först tveksam till sin frus förslag att köpa Tellushuset, men insåg snart att hon hade rätt. Men under mötet med kommunalråd Nils-Ivar Påhlsson blev det tvärstopp då rivningsplanerna var för långt framskridna för att kunna ändras. I ett sista försök erbjöd Rune Andersson en miljon kronor för hela kvarteret Tellus samt att renovera upp det. Detta fick kommunalrådet att tveka ett ögonblick innan han, enligt Rune Andersson, sken upp och sa "Det här kan vi tjäna röster på". Detta beslut stötte ändå på protester med slogans som "Tellus till folket – inte kapitalet" med överklagan som påföljd, men köpet gick igenom 1979. Paret har därefter spenderat mångdubbelt i upprustning av kvarteret.

### "Smålands vackraste byggnad"
2019 utsåg den ideella föreningen Arkitekturupproret i en omröstning Tellushuset till Smålands vackraste byggnad med 276 röster.

## Ernfrid
Ernfrid är en industrihistorisk staty i gråjärn av Carl Meijer (1908-2004) som står vid hörnet av Kungsgatan och Rune B. Johanssons gata föreställandes en betongarbetare med en stavvibrator. Den göts den 13 januari 1970 tillsammans med tre eller fyra kopior av den sista smältan hos Vibro-Verkets gjuteriavdelning innan det lades ner. De andra kopiorna skickades till huvudkontoret i Stockholm och fabrikerna i Karlskrona och São Paulo, Brasilien. Förlagan i brons gavs till Vibro-Verkets chef Stig Giertz-Hedström när han slutade.
Skaparen Carl Meijer var modellsnickare och tillverkade gjutmodeller på Vibro-Verket. När avdelningen skulle läggas ner ville man göra något speciellt, så man bestämde sig för att skapa en staty av företagets mest populära produkt, stavvibratorn, som var en stor del av dess framgång. Stavvibratorn kom 1934 och användes till att fördela betongmassan jämnt i formerna kring armeringsjärnen. Som modell stod underhållsförman Ernfrid Johansson.
Carl Meijer tillverkade först en modell i trä, därefter i gips, innan den göts i massivt gråjärn och placerades utanför Vibro-Verket. Där stod den till Dynapac tog över och flyttade statyn ett par hundra meter till de nya lokalerna. När Dynapac Ljungby lades ner 2011 tog föreningen Vibro-Verken Ljungby Historiska Sällskap över mycket av företagets material, däribland statyn som 2013 skänktes till Ljungby Kommun. Kommunen lovade att sätta upp den på en lämplig plats vid Stora Torg. En av platserna som diskuterades var hörnet Föreningsgatan och Smedjegatan, en annan plats var vid Tellushuset. Statyn förblev dock magasinerad.
Under 2018 hade tidningen Smålänningen en artikelserie kallad "#kandulova" där lokalinvånare riktade frågor till lokalpolitiker. En av dessa var frågan "Kan du lova att statyn "Ernfrid" som Vibro-Verken LHS skänkte till Ljungby kommun 2013 under kommande mandatperiod kommer att placeras enligt överenskommelse?". Ett par dagar senare svarade Ljungby Kommuns kulturstrateg att nästa mandatperiod förmodligen inte ens hinner startar innan statyn är på plats. I november 2018 invigdes statyn, efter ett omfattande och flera månader långt upprustningsarbete av gamla banvallen och Rune B. Johanssons gata. Då hade statyn även blivit rengjord och fått en ryggskada reparerad.